# Festival Contato
O Festival Contato é um evento realizado anualmente na cidade paulista de São Carlos e que é filiado à Rede Brasil de Festivais e recebe o apoio do SESC São Carlos, da UFSCar e da Prefeitura Municipal de São Carlos. Sua premissa é estimular iniciativas culturais de produção, distribuição e exibição independentes, além de novas ideias e projetos colaborativos.

## Edições
Em 2014, em sua oitava edição, o festival contou com shows de Otto, Karol Conka, Cérebro Eletrônico, da chilena Ana Tijoux e do grupo Mulheres Negras, entre outros, sendo a expectativa da organização receber cerca de 25 mil pessoas durante os sete dias de programação. Já no ano de 2016, quando estava então em sua 10ª edição, o festival ofereceu mais de 50 atrações gratuitas culturais, atividades de formação, debates e oficinas.